# Josef Krummel
Josef Krummel (* 1873 in Berdytschiw bei Schytomyr, Russisches Kaiserreich; † 25. September 1937 in Joschkar-Ola, Sowjetunion) war ein russlanddeutscher römisch-katholischer Geistlicher und Märtyrer.

## Leben
Josef Krummel wuchs im Bistum Kiew-Schytomyr auf. Er studierte Theologie am Priesterseminar Schytomyr und wurde 1899 zum Priester geweiht. Als Pfarrer von Starokostjantyniw wurde er 1929 verhaftet und zu 5 Jahren KZ verurteilt. 1933 kam er über die Solowezki-Inseln nach Mittelasien und im Januar 1935 nach Aktjubinsk, von wo er zunächst entlassen wurde. Er ließ sich in Smila in der Ukraine nieder. Ende 1935 wurde er wieder verhaftet und 1936 in die Gegend von Joschkar-Ola gebracht. Nach erneuter Verhaftung am 13. Juli 1937 und Verurteilung am 13. September wurde er kurz danach im Gefängnis Joschkar-Ola erschossen.

## Gedenken
Die Römisch-katholische Kirche in Deutschland nahm Pfarrer Josef Krummel als Märtyrer in das deutsche Martyrologium des 20. Jahrhunderts auf.